# Grażyna Jurkowlaniec
Grażyna Izabela Jurkowlaniec – polska historyk sztuki, dr hab. nauk humanistycznych, profesor Instytutu Historii Sztuki i prodziekan Wydziału Nauk o Kulturze i Sztuce Uniwersytetu Warszawskiego. Członek rzeczywisty Polskiej Akademii Nauk.

## Życiorys
W 1995 ukończyła studia historii sztuki na Uniwersytecie Warszawskim, 1 marca 2000 obroniła pracę doktorską Ikonografia Chrystusa Umęczonego w Polsce od XIII do XVI wieku, 10 grudnia 2009 habilitowała się na podstawie pracy zatytułowanej Epoka nowożytna wobec średniowieczna. Pamiątki przeszłości, cudowne wizerunki, dzieła sztuki. 5 lutego 2019 uzyskała tytuł profesora nauk humanistycznych.
Była przewodniczącym Rady Dyscypliny Naukowej - Nauk o Sztuce Uniwersytetu Warszawskiego.
Jest profesorem w Instytucie Historii Sztuki, oraz prodziekanem na Wydziale Nauk o Kulturze i Sztuce Uniwersytetu Warszawskiego, a także członkiem Komitetu Nauk o Sztuce PAN.